# Maria Isabella von Portugal

Infantin Isabella von Portugal

Maria Isabella von Bragança (portugiesisch Dona Maria Isabel Francisca de Assis Antónia Carlota Joana Josefa Xavier de Paula Micaela Gabriela Rafaela Gonzaga de Bragança, spanisch María Isabel de Braganza) (* 19. Mai 1797 in Queluz; † 26. Dezember 1818 in Madrid) war Infantin von Portugal und Königin von Spanien.

## Leben
Sie wurde am 19. Mai 1797 als Tochter von König Johann VI. und dessen Gemahlin Charlotte Johanna von Spanien, einer Tochter von König Karl IV., in Queluz geboren.
Im Jahre 1816 heiratete sie in Madrid ihren Onkel mütterlicherseits, den spanischen König Ferdinand VII., nachdem dessen erste Frau Maria Antonia von Neapel-Sizilien zehn Jahre zuvor gestorben war.
Der Ehe entsprangen zwei Töchter:  María Luisa Isabel, die am 21. August 1817 geboren wurde und bereits mit sechs Monaten am 9. Januar 1818 in Madrid starb, und eine gleichnamige Schwester, die im Jahr darauf tot geboren wurde.
Maria Isabella wurde noch im selben Jahr erneut schwanger, die Geburt am 26. Dezember 1818 war jedoch mit Komplikationen verbunden. Das Kind starb noch im Mutterleib. Als Maria Isabella zu atmen aufhörte, glaubten die Ärzte bereits, sie wäre gestorben. Als sie begannen, sie aufzuschneiden, um den toten Fötus herauszunehmen, stieß sie einen Schmerzenschrei aus, fiel in Ohnmacht und verblutete. Sie war erst 21 Jahre alt und wurde in Kapelle 7 des Pantheon der Infanten im Escorial beigesetzt.
| Vorgängerin | Amt                           | Nachfolgerin              |
| ----------- | ----------------------------- | ------------------------- |
| Julie Clary | Königin von Spanien 1816–1818 | Maria Josepha von Sachsen |

| Personendaten    | Personendaten                                 |
| ---------------- | --------------------------------------------- |
| NAME             | Portugal, Maria Isabella von                  |
| ALTERNATIVNAMEN  | Bragança, Maria Isabella von                  |
| KURZBESCHREIBUNG | Königin von Spanien und Infantin von Portugal |
| GEBURTSDATUM     | 19. Mai 1797                                  |
| GEBURTSORT       | Queluz                                        |
| STERBEDATUM      | 26. Dezember 1818                             |
| STERBEORT        | Madrid                                        |